# Hieronymus Jobs im Examen
Hieronymus Jobs im Examen ist der Titel eines humoristischen Genrebildes von Johann Peter Hasenclever aus dem Jahr 1840. Nach der 1799 erschienenen Jobsiade von Carl Arnold Kortum zeigt es den Bummelstudenten Hieronymus Jobs vor einem Prüfungsausschuss. Von dem Motiv schuf der Maler mehrere Varianten, auch schilderte er weitere Stationen auf dem Lebensweg der komischen Figur im Sinne einer Bildgeschichte.

## Beschreibung und Bedeutung
Hieronymus Jobs steht vor einem Prüfungsausschuss von Gelehrten, die sich an einem Tisch versammelt haben und in einem Examen herausfinden wollen, ob der Candidatus der Theologie an einer Universität genügend Wissen für eine Zulassung an ihrer Institution erworben hat. Nach dem Zopfstil des Interieurs und ausweislich der Perücken der dargestellten Personen spielt die Szene im 18. Jahrhundert. Ein Zeugnis einer Universität, das dem Kandidaten ein vierteljährliches Erscheinen innerhalb eines dreijährigen Theologiestudiums bescheinigt und auch sonst „nicht viel Gutes zu sagen“ hat, liegt neben zahlreichen dicken Büchern auf dem Tisch. Nach der 1799 erschienenen Humoreske Die Jobsiade von Carl Arnold Kortum, die den Lebensweg eines notorischen Minderleisters vom Kind über den Bummelstudenten und Schulmeister zum Nachtwächter in Knittelversen schildert, kann Jobs, der am rechten Bildrand dargestellt ist und mit vorgeneigtem Kopf und großen Augen in die Runde schaut, selbst auf recht simple Fachfragen mitnichten geschickt parieren. Vielmehr gibt er Antworten, die bei den Gelehrten den Eindruck erwecken, dass er seine Studienzeit als angehender Theologe vor allem in Gasthäusern anstatt in Hörsälen zugebracht hat. In den Gesichtern der elf Mitglieder der Prüfungskommission spiegeln sich daher die Zweifel an der Eignung des Kandidaten bis hin zum Ausdruck der Verstörung über die Platitüden, die Jobs als Antworten vorbringt. Schon bei der ersten Frage nach der Bedeutung des Begriffs Bischof leistet sich Jobs einen groben Patzer, indem er auf die Rezeptur des gleichnamigen Getränks eingeht. Auch bei seiner Antwort auf die Frage nach den Aposteln kann Jobs nur Kopfschütteln hervorrufen:
Apostel nennt man große Krüge,

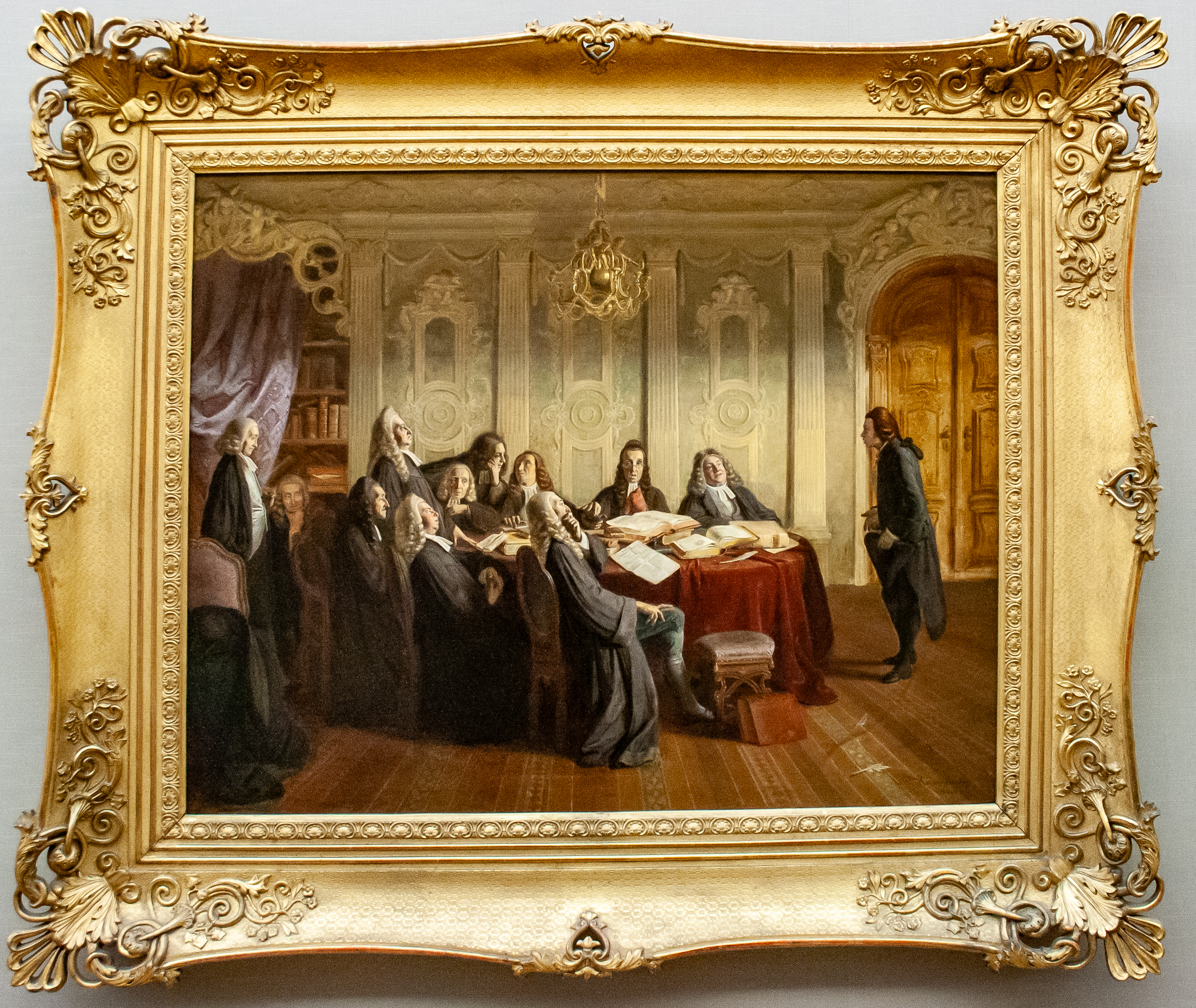
Gemälde im Rahmen

darein gehet Wein und Bier zur Genüge,

auf den Dörfern und sonst beim Schmaus

trinken die durstigen Bursche daraus.
Bei der Frage nach dem Heiligen Augustin antwortet er:
Ich habe nie gehört oder gelesen,

daß ein anderer Augustin gewesen,

als der Universitätspedell Augustin,

er zitirte mich oft zum Prorektor hin.
Auf die Frage eines Sprachwissenschaftlers aus der Gelehrtenrunde, was denn das hebräische Wort „Kübbuz“ bedeute, kommt Jobs mit einer trivialen Erklärung über die Präferenzen einer Romanfigur namens „Sophia“, die er der Lektüre eines seinerzeit bekannten Briefromans des populären Schriftstellers Johann Timotheus Hermes entnommen hat:
Das Buch Sophiens Reisen

von Memel nach Sachsen, thut es weisen,

daß sie den mürrischen Kübbuz bekam,

weil sie den reichen Puff früher nicht nahm.

## Entstehung und Rezeption

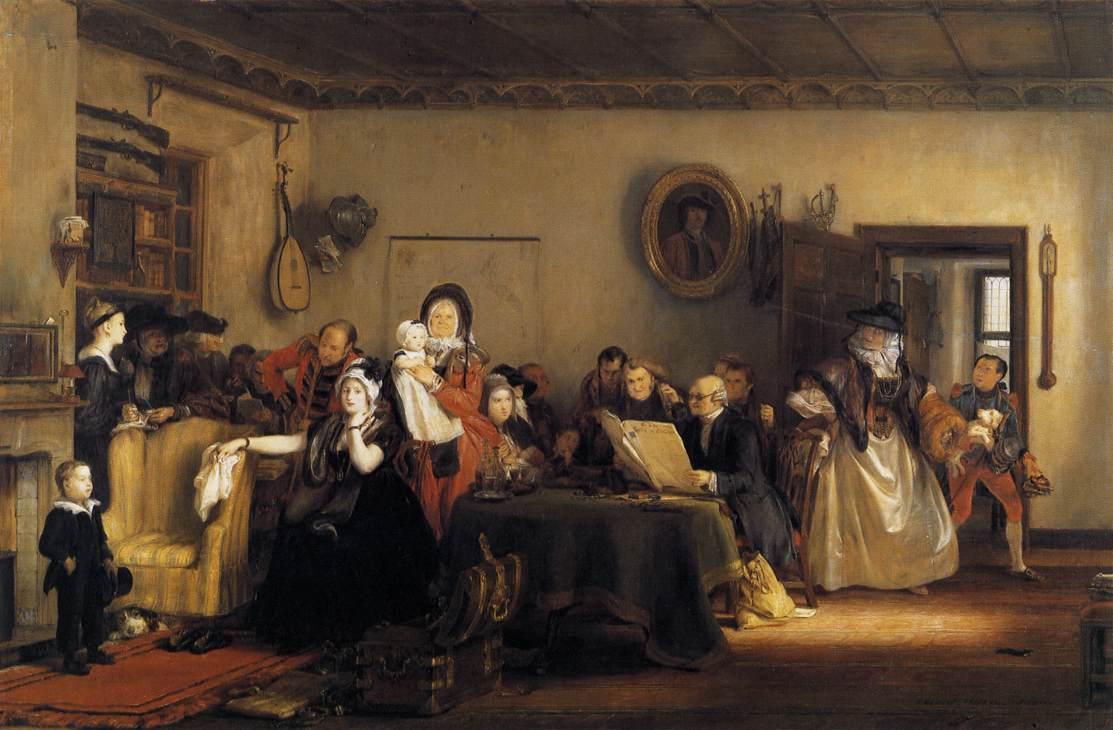
David Wilkie: Die Testamentseröffnung, 1820

Der Maler Johann Peter Hasenclever arbeitete nach seinem Studium an der Kunstakademie Düsseldorf an verschiedenen Gemälden zu Episoden aus der Jobsiade. Der Stoff beschäftigte ihn in einer Reihe von Bildern, die zwischen 1837 und 1852 entstanden, vor, während und nach seinem Aufenthalt in München (1838–1843). In diesen Bildern offenbart sich der Einfluss britischer Künstler bis zurück zu William Hogarth, die populäre Figuren und Themen aus der Literatur als Vorlagen für eigene Werke nutzten und zur Unterstützung einer oft mit Ironie unterlegten Erzählung Typen mit ausgeprägten Physiognomien und etwas übertriebenem Gebärdenstil in theaterhafter Szenerie und Lichtführung darstellten. Deutlich repräsentieren diese Bilder so den Bruch des Künstlers mit dem Akademismus seiner Düsseldorfer Lehrer. Besonders tiefgreifend soll die Wirkung gewesen sein, die das Gemälde Die Testamentseröffnung des Schotten David Wilkie auf ihn machte.
Als erstes entstand 1837 das Gemälde Hieronymus Jobs als Student heimkehrend. Das Bild Hieronymus Jobs im Examen wurde 1840 von König Ludwig I. von Bayern aus dem Kunstverein München erworben. Aus königlichem Besitz gelangte es 1923 in den Wittelsbacher Ausgleichsfonds. Heute gehört das Bild zu den Bayerischen Staatsgemäldesammlungen in der Neuen Pinakothek. Weitere Fassungen des Motivs waren 1842 auf der Berliner akademischen Kunstausstellung, 1854 auf der Münchner allgemeinen deutschen Kunstausstellung, 1865 auf der Dresdner akademischen Kunstausstellung und 1886 auf der Berliner Jubiläums-Ausstellung zu sehen. Eine Fassung gelangte in den 1840er Jahren in die Düsseldorf Gallery des deutschamerikanischen Kunsthändlers Johann Gottfried Böker. Eine 1851 gemalte Variante kam in die Gemäldesammlung der Familie Ravené und ist heute neben weiteren Jobs-Bildern als Leihgabe im Museum der bildenden Künste Leipzig zu sehen. 
Als Motive aus dem Jobsiade-Zyklus Hasenclevers sind neben Hieronymus Jobs im Examen insbesondere folgende Gemälde bekannt:

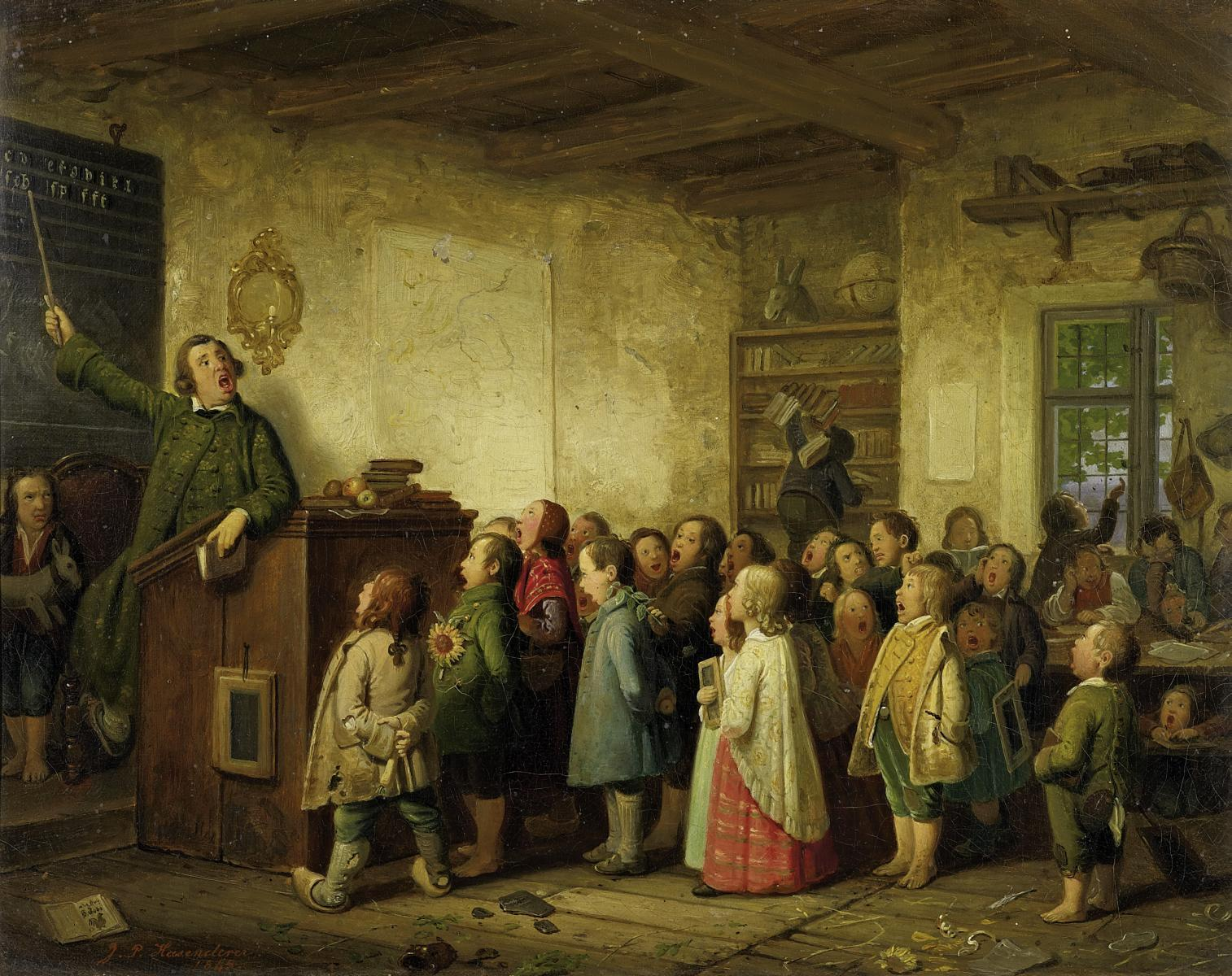
Hieronymus Jobs als Schulmeister, 1845
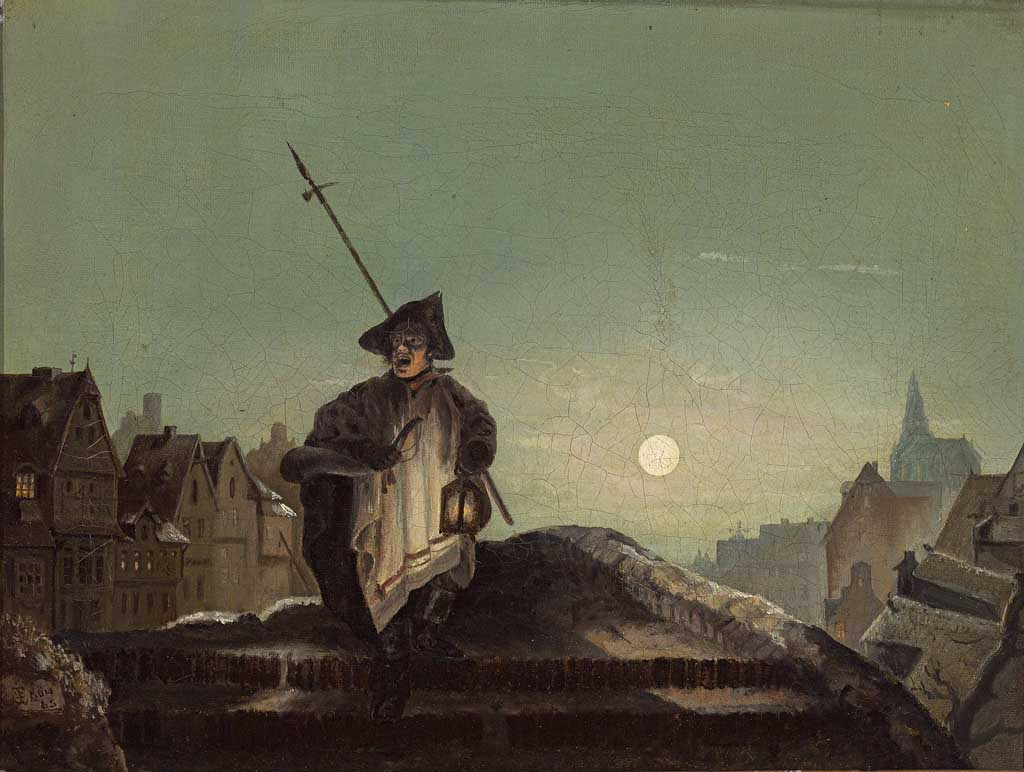
Hieronymus Jobs als Nachtwächter, 1852 (Nachahmung eines unbekannten Künstlers, 1865)

Hasenclever ließ von drei seiner Jobs-Bilder bereits 1844 Stiche durch Tamme Weyert Theodor Janssen anfertigen und in der Verlagshandlung von Julius Buddeus publizieren. Wie Anton Fahne überlieferte, hatte er bis zuletzt noch geplant, seine Bildgeschichte der Jobsiade als eine Stichfolge von insgesamt 18 Illustrationen zu publizieren. Durch Hasenclevers Erkrankung und Tod kam dieses Vorhaben nicht mehr zur Ausführung.